# Phyllanthus narayanswamii
Phyllanthus narayanswamii är en emblikaväxtart som beskrevs av James Sykes Gamble. Phyllanthus narayanswamii ingår i släktet Phyllanthus och familjen emblikaväxter. Inga underarter finns listade i Catalogue of Life.